# ヒルズボロ郡 (ニューハンプシャー州)
ヒルズボロ郡（英: Hillsborough County）は、アメリカ合衆国ニューハンプシャー州の南部に位置する郡である。人口は42万2937人（2020年）で、人口では州内最大の郡である。郡庁所在地はマンチェスターおよびナシュアの2つである。

## 歴史
ヒルズボロ郡は、ニューハンプシャー植民地時代の1769年に最初に作られた5郡の1つだった。郡名は当時イギリスの植民地担当大臣だったヒルズボロ伯ウィルズ・ヒルに因んで名付けられた。1771年3月19日にアマーストで組織化された。1823年、メリマック郡設立のために多くの町が移管された。郡の管理機能はまず1866年にアマーストからミルフォードに、続いて1869年には現在のマンチェスター、ナシュア両市に移された。

## 地理
アメリカ合衆国国勢調査局に拠れば、郡域全面積は892平方マイル (1,530 km2)であり、このうち陸地876平方マイル (1,490 km2)、水域は16平方マイル (39 km2)で水域率は1.78%である。郡内最高地点はパックモナドノック山であり、標高は2,290フィート (698 m) である。

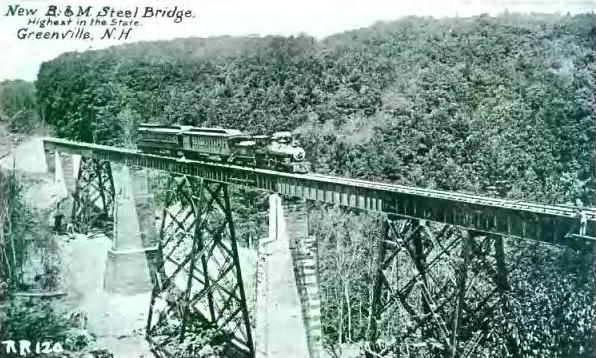
グリーンビル町近くの鉄道橋、1915年頃

### 隣接する郡
- メリマック郡 - 北
- ロッキンガム郡 - 東
- エセックス郡 (マサチューセッツ州) - 南東
- ミドルセックス郡 (マサチューセッツ州) - 南
- ウースター郡 - 南西
- チェシャー郡 - 西
- サリバン郡 - 北西

### 国立保護地域
- ウォパック国立野生生物保護区

## 人口動態
以下は2010年国勢調査による人口統計データである。
| 基礎データ - 人口: 400,721 人 - 世帯数: 155,466 世帯 - 家族数: 103,959 家族 - 人口密度: 177人/km2（458人/mi2） - 住居数: 166,053 軒 - 住居密度: 73軒/km2（190軒/mi2） 人種別人口構成 - 白人: 90.4% - アフリカン・アメリカン: 2.1% - ネイティブ・アメリカン: 0.2% - アジア人: 3.2% - 太平洋諸島系: 0.03% - その他の人種: 2.1% - 混血: 2.0% - ヒスパニック・ラテン系: 5.3% 先祖による構成 - アイルランド系：22.2% - フランス系：16.7% - フランス系カナダ人：9.6% - イギリス系：14.4% - イタリア系：10.4% - ドイツ系：8.1% - ポーランド系：4.8% - スコットランド系：3.7% - アメリカ人：3.6% - ギリシャ系：2.6% 言語による構成 - 英語：87.3% - スペイン語：3.9% - その他のインド・ヨーロッパ語：6.3% | 年齢別人口構成 - 18歳未満: 23.5% - 18-24歳: 8.6% - 25-44歳: 26.7% - 45-64歳: 29.5% - 65歳以上: 11.9% - 年齢の中央値: 39歳 - 性比（女性100人あたり男性の人口） - 総人口: 97.8 - 18歳以上: 95.9 世帯と家族（対世帯数） - 18歳未満の子供がいる: 31.0% - 結婚・同居している夫婦: 51.6% - 未婚・離婚・死別女性が世帯主: 10.5% - 非家族世帯: 33.1% - 単身世帯: 25.3% - 65歳以上の老人1人暮らし: 8.4% - 平均構成人数 - 世帯: 2.53人 - 家族: 3.05人 収入と家計 - 収入の中央値 - 世帯: 68,312米ドル - 家族: 79,728米ドル - 性別 - 男性: 37,165米ドル - 女性: 21,667米ドル - 人口1人あたり収入: 33,406米ドル - 貧困線以下 - 対人口: 7.1% - 対家族数: 5.5% - 18歳未満: 10.4% - 65歳以上: 5.9% |

## 都市と町
ヒルズボロ郡には2つの市と29の町がある。下表の未編入の村はそれが属す町の下に示す。

| - マンチェスター市 - 郡庁所在地 - ナシュア市 - アマースト町 - アントリム町 - ベッドフォード町 - ベニントン町 - ブルックライン町 - ディアリング町 - フランセスタウン町 - ゴフツタウン町 - グラスミア村 - パイナードビル（国勢調査指定地域） - グリーンフィールド町 - グリーンビル町 - ハンコック町 - ヒルズボロ町 - ホリス町 - ハドソン町 | - リッチフィールド町 - リンドボロ町 - メイソン町 - メリマック町 - イーストメリマック（国勢調査指定地域） - ミルフォード町 - マウントバーノン町 - ニューボストン町 - ニューイプスウィッチ町 - ペラム町 - ピーターボロ町 - ウェストピーターボロ村 - シャロン町 - テンプル町 - ウェア町 - ウィルトン町 - ウィンザー町 |

## 政治
| 年     | 民主党        | 共和党       |
| ------ | ------------- | ------------ |
| 2012年 | 49.7% 102,247 | 48.6% 99,991 |
| 2008年 | 51.2% 104,820 | 47.5% 97,178 |
| 2004年 | 48.1% 94,121  | 51.0% 99,724 |
| 2000年 | 46.8% 77,625  | 48.7% 80,649 |

ヒルズボロ郡は昔から州内で最も人口が多い郡であり、州全体の政治を形作る上で重要な役割を果たしてきたが、長年の間にその方向が変わって来た。19世紀には共和党支持の郡であり、20世紀に入ってニューイングランドの大半がまだ共和党の固い地盤である時代に、その都会的な住民が民主党支持に移って来た。共和党が設立された直後の1856年アメリカ合衆国大統領選挙から郡も州も共和党候補を支持してきた。1912年に民主党のウッドロウ・ウィルソンが民主党として初めて郡と州を制した。その4年後の1916年、ウィルソンはヒルズボロ郡で大勝し、他の郡は失ったものの、州全体では僅差で制した。ニューイングランドで、またアメリカ合衆国北東部全体でもウィルソンを支持した唯一の州になった。
1928年では、民主党候補のアル・スミスを共和党候補のハーバート・フーバーに勝たせた州内唯一の郡となり、1930年代のフランクリン・ルーズベルトはこの地域の民主党優位を確立した。1936年には、ルーズベルトが州内10郡のうち僅か3郡を制しただけだったが、ヒルズボロ郡で大勝したことで州全体を僅差で制した。隣接するバーモント州やメイン州は国内でこの2州だけがルーズベルトを支持しなかった。1940年代、ルーズベルトはヒルズボロ郡投票数の60%以上を獲得し、1940年も1944年も州をしっかりと差を付けて制した。その後ヒルズボロ郡は1970年代までほぼ毎回民主党候補を支持したが、1956年の共和党ドワイト・D・アイゼンハワーは別だった。ただし、ヒルズボロ郡だけはその支持率が60%に届かなかった。
1970年代、党派支持の様相が変わり、州南部では保守的なボストン準郊外部が成長したことで、ヒルズボロ郡の政治も劇的に変化し、州全体までが保守的になった。1972年以降の大統領選挙では一貫して共和党を支持し、1984年のロナルド・レーガンに与えた70%以上の支持率が最高だった。
ヒルズボロ郡は現在も州内で共和党の強い地盤だが、その後は民主党が進出し、重要な接戦郡になってきている。共和党のジョージ・H・W・ブッシュもジョージ・W・ブッシュも2回ずつ郡を制したが、1996年には民主党のビル・クリントンが制し、2008年と2012年はバラク・オバマが制した。オバマは州全体でも勝利した。2012年の場合、雑誌「タイム」が接戦州であるニューハンプシャー州で勝ち抜くためにヒルズボロ郡が重要な5郡の中にあるとしていた。オバマは50%対48%で州を制した。